# Thiolatgeschützte Goldcluster

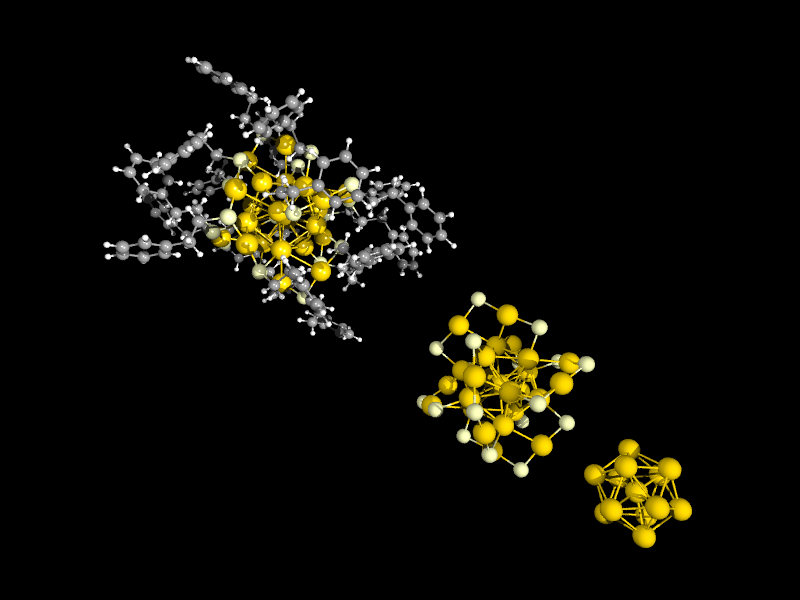
Durch Röntgen-Einkristall-Diffraktometrie bestimmte Struktur von Au_{25}R_{18}-,(R=SCH_{2}Ph, weiß: H, grau: C, hellgelb :S, gelb: Au). Oben links: vollständige Struktur, mitte: Core und Au-S Shell, unten rechts: nur Au_{13}-Core

Thiolatgeschützte Goldcluster sind spezielle Ligand-geschützte Metallcluster, die eine Sonderrolle bezüglich ihrer Stabilität und elektronischen Eigenschaften einnehmen. Einige besonders stabile Vertreter dieser Cluster sind monodispers, und dabei synthetisch einfach – in wässriger Lösung – zugänglich und bleiben über längere Zeit stabil.
Sie besitzen eine Größe von wenigen bis zu mehreren hundert Gold-Atomen. Ab dieser Größe sind ihre speziellen Eigenschaften nicht mehr feststellbar und sie entsprechen passivierten Gold-Nanopartikeln.

## Darstellung

### Nasschemisches Verfahren
Die nass-chemische Erzeugung von thiolat-geschützten Goldclustern beruht auf der Reduktion von Gold(III)-Salz-Lösungen mittels eines sanften Reduktionsmittels in Anwesenheit von Thiolen. Da der Ausgangspunkt einzelne Gold-Ionen sind, ist diese Art der Erzeugung ein „bottom-up“ Verfahren. Der Reduktionsprozess beinhaltet sowohl Gleichgewichte zwischen verschiedenen Gold-Oxidationsstufen als auch oxidierter und reduzierter Form des Reduktionsmittels und des Thiols und beginnt bei Gold(I)-Thiolat-Polymeren.  Hierzu existieren eine Reihe von Synthesevorschriften die der Brust-Synthese kolloidalen Goldes ähneln, obgleich der Mechanismus zum jetzigen Zeitpunkt noch nicht vollständig verstanden ist. Als Produkt wird eine Mischung von gelösten thiolat-geschützten Goldclustern verschiedener Größen erhalten, die mittels Gel-Elektrophorese (PAGE) aufgetrennt werden. Die Synthese lässt sich auch kinetisch kontrollieren, um besonders stabile Cluster monodispers zu erhalten und so einen Auftrennungsprozess zu vermeiden.

### Templatgesteuerte Synthese
Anstatt „nackte“ Gold-Ionen in Lösung zu reduzieren, können auch Template für eine zielgerichtete Synthese verwendet werden. Die Affinität der Gold-Ionen zu elektronegativen und (partiell) geladenen Atomen funktioneller Gruppen resultiert in der Bereitstellung von Keimen für die Bildung der Cluster. Das Interface zwischen Templat und Cluster kann dabei auch stabilisierend wirken und die finale Größe der Cluster steuern. Als Template kommen z. B. Dendrimere, Oligonucleotide, Proteine, Polyelektrolyte und Polymere in Frage.

### Etching-Verfahren
Ihre synthetische „top-down“-Erzeugung ist durch sogenanntes „Ätzen“ (engl. Etching) von größeren metallischen Nanoteilchen unter Zuhilfenahme redoxaktiver, thiolhaltiger Biomoleküle möglich. Hierbei werden so lange Goldatome der Nanopartikeloberfläche als Gold-Thiolat-Komplexe gelöst, bis der resultierende Gold-Thiolat-Cluster eine besondere Stabilität aufweist und die Auflösungsreaktion zum Erliegen kommt. Auch mit anderen, nicht thiol-haltigen Liganden (z. B. DNA) geschützte Goldcluster sind auf diese Art zugänglich.

## Eigenschaften

### Elektronische und Optische Eigenschaften
Die elektronische Struktur der thiolatgeschützten Goldcluster ist durch Quanteneffekte im Sinne diskreter Energiezustände charakterisiert. Dies wurde erstmals anhand der Diskrepanz ihrer optischen Absorption und der klassischen Mie-Theorie festgestellt. Diskrete optische Übergänge und das Auftreten von Photolumineszenz in diesen Spezies spiegeln eher Eigenschaften von Molekülen als von metallischen Objekten wider. Sie grenzen sich daher zu den Gold-Nanopartikeln ab, deren optische Charakteristika maßgeblich durch Plasmonenresonanz hervorgerufen werden. Einige ihrer wichtigsten Eigenschaften lassen sich anhand eines allgemeinen Modells hinreichend beschreiben, in dem die Cluster selbst als Atom-artig angenommen werden (Superatome). Entsprechend diesem Modell besitzen die Cluster atomartige elektronische Zustände, die in Anlehnung an analoge Bahndrehimpuls-Bezeichnungen mit den Buchstaben S, P, D, F usw. gekennzeichnet werden. Solche Cluster, die eine in diesem Modell geschlossen-schalige Elektronenkonfiguration besitzen, wurden auch als besonders stabil identifiziert. Diese, auf der elektronischen Struktur basierende Stabilität, wird für das Auftreten einer diskreten Verteilung einzelner weniger Clustergrößen (magische Zahlen) anstatt einer quasi-kontinuierlichen Cluster-Größen-Verteilung bei ihrer Synthese verantwortlich gemacht.

### Magic Numbers
Sogenannte magische Zahlen geben eine Anzahl an Metallatomen der Cluster an, die eine besondere Stabilität aufweisen. Ein Indikator für eine solche Stabilität ist die Möglichkeit, ihn monodispers herzustellen. Solche Cluster sind Endprodukte im Etching-Verfahren und bleiben unter Thiolzugabe erhalten. 
Wichtige Vertreter von Clustern mit magischen Zahlen sind z. B. (SG:Glutathion): Au10(SG)10, Au15(SG)13, Au18(SG)14, Au22(SG)16, Au22(SG)17, Au25(SG)18, Au29(SG)20, Au33(SG)22, and Au39(SG)24.
Auch Au20(SCH2Ph)16 ist bekannt. Als größerer Vertreter wurde Au102(p-MBA)44 mit dem para-mercaptobenzoesäure (para-mercapto-benzoic acid, p-MBA) Liganden hergestellt.

## Anwendung

### Bionanotechnologie
Die intrinsischen Eigenschaften der Cluster (z. B. in einigen Fällen ihre Fluoreszenz) können durch Funktionalisierung mit Biomolekülen für Anwendungen in der Bionanotechnologie verfügbar gemacht werden (Biokonjugation) So sind fluoreszente Vertreter dieser Spezies als stabile und effiziente Emitter anzusehen, deren Eigenschaften durch die Größe der Cluster und das die Art der schützenden Liganden eingestellt werden kann. Die schützende Hülle kann so aufgebaut werden, dass selektives Binden (z. B. über komplementäre Protein-Rezeptor oder DNA-DNA Wechselwirkung) die Cluster für Anwendungen als Biosensoren qualifiziert.